# Radio Nacional del Paraguay

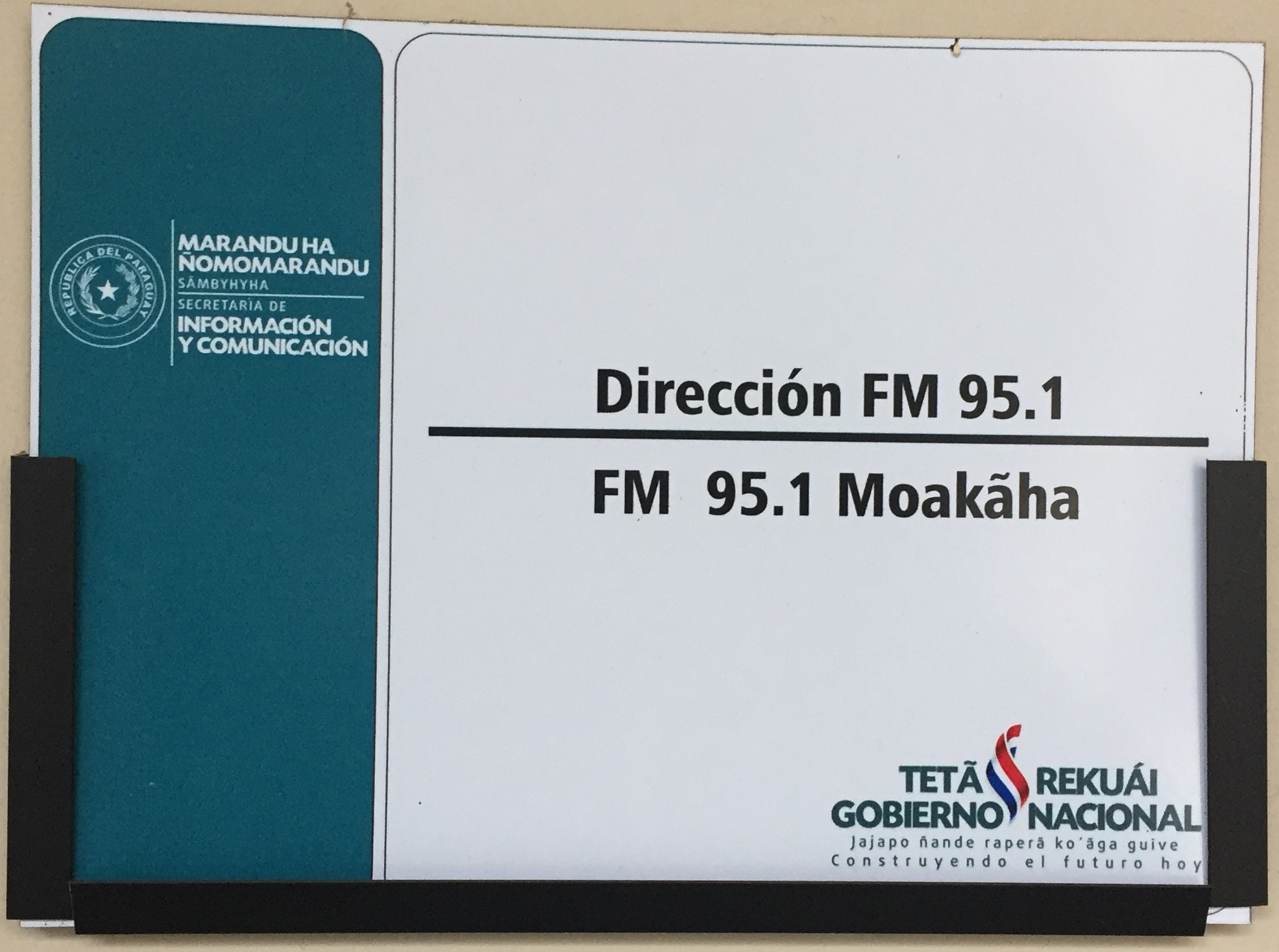
Placa bilíngue em castelhano e guarani, na sede central da Radio Nacional del Paraguay, em Asunção

Radio Nacional del Paraguay é a estação de rádio estatal, emissora internacional oficial do Paraguai. Fundada na década de 1940, por volta de 2005 deixou de transmitir em Ondas curtas e atualmente, atinge o seu público internacional exclusivamente através da Internet. Localmente é transmitida em Onda média, na frequência de 920 kHz. Os programas são em espanhol e em língua guarani.